# ريمون خوري
ريمون خوري (من مواليد عام 1960 في بيروت، لبنان) هو كاتب سيناريو وروائي.

## وصلات خارجية
- ريمون خوري على موقع IMDb (الإنجليزية)
- ريمون خوري على موقع ديسكوغز (الإنجليزية)

- الموقع الرسمي
- ريمون خوري في قاعدة بيانات الأفلام على الإنترنت.
- عن ريمون خوري في الفهرس العالمي.